# Gallix
Pour les articles homonymes, voir Gallix (homonymie).
Gallix est un village fusionné à la ville de Sept-Îles situé à l'embouchure de la rivière Sainte-Marguerite. Les premiers habitants ont commencé à s'y installer en 1936. En juillet 1955, un feu de forêt rasa une bonne partie du village et la population dut se réfugier dans les villes environnantes. La municipalité a été constituée en 1972. Son nom a été donné en l'honneur du père eudiste Joseph Gallix qui fut missionnaire sur la Côte-Nord de 1903 à sa mort en 1942.